# 南千田橋

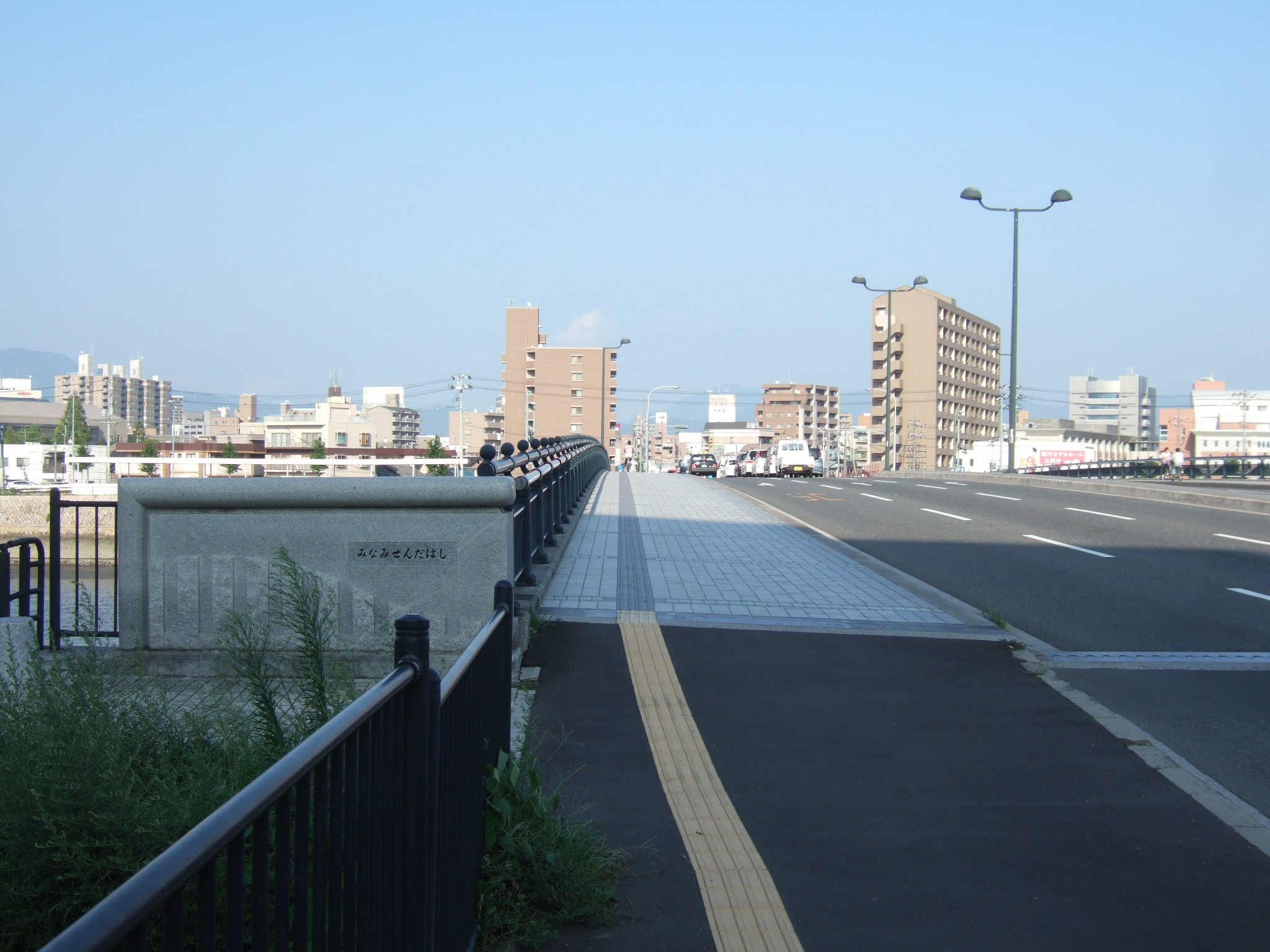
欄干・橋上（西詰）

南千田橋（みなみせんだばし）は、広島県広島市の元安川に架かる道路橋。

## 概要
広島市道霞庚午線整備に伴い、1992年に開通。霞庚午線筋の橋梁としては、最後に架設した橋でもある。この橋の架橋と霞庚午線の敷設は戦前から計画されていたが、原爆被災で焼け残った両岸の地域（吉島地区南部および千田町地区南部）で用地買収が難航したことから、都市計画事業が遅延したという事情がある。1980年代以降、これらの地区での再開発がようやく本格化し、この橋の竣工によって南千田西町の工業技術センター前交差点から吉島西一丁目交差点までのルートが開通した。
下流に広島高速3号線（広島南道路）の高架橋が、上流に広島市道駅前吉島線筋の南大橋がある。
左岸の護岸道路が広島市道鷹野橋宇品線であり、東へ向かうと宇品橋および京橋川合流点がある。この橋の上からそれらが望める。
東詰交差点をまっすぐ行くと広島県道243号広島港線および広島電鉄宇品線に出る。西に道沿いに吉島橋 - 昭和大橋 - 庚午橋と渡ると宮島街道に出る。
左岸側に千田公園や修道中学校・修道高等学校、右岸下流側に広島市立吉島中学校や吉島病院がある。

## 諸元
- 路線名 - 広島市道霞庚午線
- 橋長 - 151.4m
- 幅員 - 車道：21m、歩道：2@3.75m
- 上部工 - 4径間連続鈑桁橋
- 下部工 - RC逆T式橋台2基、RC壁式橋脚3基
- 基礎工 - 杭基礎